# Мачавариани, Тариел Константинович
Тариел Константинович Мачавариани (1905 год, Кутаис, Кутаисская губерния, Российская империя — дата смерти неизвестна, Кутаиси, Грузинская ССР) — заведующий отделом сельского хозяйства Орджоникидзевского района, Грузинская ССР. Герой Социалистического Труда (1949).

## Биография
В послевоенные годы возглавлял отдел сельского хозяйства Орджоникидзевского района (сегодня — Харагаульский муниципалитет). Благодаря его деятельности сельскохозяйственные предприятия Орджоникидзевского района за годы Четвёртой пятилетки (1946—1950) достигли довоенный уровень сбора винограда.
В 1948 году сбор винограда в Орджоникидзевском районе превысил запланированный уровень на 32,7 %. Указом Президиума Верховного Совета СССР от 9 августа 1949 года удостоен звания Героя Социалистического Труда за «получение высоких урожаев винограда в 1948 году» с вручением ордена Ленина и золотой медали «Серп и Молот» (№ 4413).
Этим же Указом званием Героя Социалистического Труда были также награждены первый секретарь Орджоникидзевского райкома партии Зураб Васильевич Кикнадзе, председатель Орджоникидзевского райисполкома Георгий Степанович Гамбашидзе, главный районный агроном Семён Ражденович Эбаноидзе и десять тружеников-виноградарей из шести колхозов Орджоникидзевского района.
В 1970 году вышел на пенсию. Персональный пенсионер союзного значения. Проживал в Кутаиси. Дата смерти не установлена.
Награды
- Герой Социалистического Труда
- Орден Ленина
- Орден «Знак Почёта» (22.06.1950)
- Орден Трудового Красного Знамени (31.03.1954)